# Jamal Musiala
Jamal Musiala va néixer a Stuttgart el 26 de febrer del 2003, és un futbolista alemany que juga com a migcampista a l'FC Bayern de Múnic de la Bundesliga alemanya.

## Carrera
Va néixer a Stuttgart però, va passar gran part de la seva infància a Anglaterra, on se'n va anar a viure amb la seva família a l'edat de set anys. Va passar per les categories inferiors del Southampton, però més endavant el va fitxar les inferiors del Chelsea.
El juliol de 2019 es va unir a les inferiors del FC Bayern de Múnic. El 3 de juny de 2020 va fer el seu debut professional al Bayern de Múnic contra el Preußen Münster en la 3. Bundesliga. Aquell mateix mes debutaria el dia 20 amb el primer equip del FC Bayern de Múnic en la victòria davant el S. C. Friburg en la 1. Bundesliga, convertint-se així en el futbolista més jove del club a debutar amb el primer equip.
Al febrer de 2021, va ser convocat per l'absoluta Alemanya per primera vegada al març per a l'inici de la fase de classificació per al Mundial de 2022. Va debutar el dia 25 d'aquell mateix mes en el triomf germà davant Islàndia.

## Estadístiques
| Club                        | Div.          | Temporada     | Lliga | Lliga | Copes nacionals | Copes nacionals | Copes internacionals | Copes internacionals | Total | Total |
| Club                        | Div.          | Temporada     | Part. | Gols  | Part.           | Gols            | Part.                | Gols                 | Part. | Gols  |
| --------------------------- | ------------- | ------------- | ----- | ----- | --------------- | --------------- | -------------------- | -------------------- | ----- | ----- |
| Bayern de Múnic II Alemanya | 3.ª           | 2019-20       | 8     | 2     | ―               | ―               | ―                    | ―                    | 8     | 2     |
| Bayern de Múnic II Alemanya | 3.ª           | 2020-21       | 2     | 0     | ―               | ―               | ―                    | ―                    | 2     | 0     |
| Bayern de Múnic II Alemanya | Total club    | Total club    | 10    | 2     | 0               | 0               | 0                    | 0                    | 10    | 2     |
| Bayern de Múnich Alemanya   | 1a            | 2019-20       | 1     | 0     | 0               | 0               | 0                    | 0                    | 1     | 0     |
| Bayern de Múnich Alemanya   | 1a            | 2020-21       | 24    | 6     | 3               | 0               | 8                    | 1                    | 35    | 7     |
| Bayern de Múnich Alemanya   | Total club    | Total club    | 25    | 6     | 3               | 0               | 8                    | 1                    | 36    | 7     |
| Total carrera               | Total carrera | Total carrera | 36    | 8     | 3               | 0               | 8                    | 1                    | 46    | 9     |

## Palmarès
Fußball-Club Bayern München
- 1 Campionat del Món de Clubs: 2020
- 1 Supercopa d'Europa: 2020
- 4 Lligues alemanyes: 2019-20, 2020-21, 2021-22, 2022-23
- 3 Supercopes alemanyes: 2020, 2021, 2022